# Sghair Ould M’Bareck
Sghair Ould M’Bareck (ar. اسغير ولد امبارك) (ur. 1954) – mauretański polityk, premier Mauretanii od 6 lipca 2003 do 7 sierpnia 2005.

## Życiorys
Sghair Ould M’Bareck jest z pochodzenia Haratynem, urodził się w An-Namie. Ukończył studia na Uniwersytecie w Nawakszucie.
Swoją karierę polityczną rozpoczął w czasie rządów prezydenta Maawiji Taji. W kwietniu 1992 wszedł w skład rządu jako minister edukacji narodowej. W 1993 został ministrem rozwoju wsi i środowiska, a pod koniec 1995 ministrem zdrowia i spraw socjalnych. Od 1997 do 1998 ponownie zajmował stanowisko ministra edukacji narodowej. Następnie, w latach 1998-1999 był ministrem handlu, przemysłu rzemieślniczego i turystyki. W 1999 został ministrem zaopatrzenia i transportu, w 2000 po raz trzeci ministrem edukacji narodowej, a w listopadzie 2001 ministrem sprawiedliwości.
Od 6 lipca 2003 zajmował stanowisko premiera Mauretanii. Po zamachu stanu, który obalił prezydenta Taję, M’Bareck 7 sierpnia 2005 zrezygnował z urzędu szefa rządu.
W kwietniu 2009 został jednym z czterech kandydatów w wyborach prezydenckich w czerwcu 2009. Wybory zostaną zorganizowane w następstwie przeprowadzonego rok wcześniej zamachu stanu, który obalił legalne władze. M’Bareck nie potępił zamachu i nie ogłosił bojkotu wyborów.